# NForce4
nForce4 es un chipset de placas base lanzado por Nvidia en octubre de 2004. El chipset admite procesadores AMD de 64 bits (Socket 939, Socket AM2 y Socket 754) y procesadores Intel Pentium 4 LGA 775.

## Modelos

### nForce4/nForce4-4x
nForce4 es la segunda evolución del Media Communications Processor (MCP) e incorpora tanto puente norte como puente sur en un solo circuito intetgrado (el primero fue nForce3).
La versión Socket 754 de la placa tiene el enlace HyperTransport sincronizado a 800 MHz (velocidad de transferencia de 6,4 GB/s). Las placas base basadas en revisiones anteriores se conocen principalmente como "nForce4-4x" (en relación con su capacidad para manejar velocidades HT de 4x).
- Admite hasta 20 carriles PCI Express (PCIe) (hasta 38-40 carriles para nForce4 SLI x16). Los tableros de referencia están configurados con una ranura x16 y tres ranuras x1, dejando 1 carril sin usar.
- Soporte para hasta 10 puertos USB 2.0.
- Compatibilidad con 4 unidades SATA y 4 PATA, que se pueden vincular en cualquier combinación de SATA y PATA para formar un RAID 0, 1 o 0+1.
- Nvidia RAID Morphing, que permite la conversión de un tipo de RAID a otro sobre la marcha .
- Nvidia nTune, una herramienta para configuraciones sencillas de overclocking y temporización.
- Velocidad completa de 1000 MHz en HyperTransport (velocidad de transferencia de 8 GB/s).
- Audio AC'97 de ocho canales.
- Gigabit Ethernet integrado.
- Nvidia ActiveArmor, una solución de firewall integrada. (No disponible en nForce 4 regular)
- No es compatible con Windows 98 o Windows Me.[1]

### nForce4 Ultra
La versión Ultra contiene todas las características de la versión nForce4-4x con la adición de:
- Procesamiento de hardware para ActiveArmor para reducir la carga de la CPU.
- Interfaz Serial ATA de 3 Gbit/s con velocidades de transferencia de 300 MB/s para unidades SATA de 3 Gbit/s.

Los entusiastas descubrieron poco después del lanzamiento de nForce4 Ultra que el chipset era idéntico a nForce4 SLI, excepto por una sola resistencia en el paquete del chip. Al modificar esta resistencia a medida que se configura el SLI, un Ultra se puede convertir en un SLI.

### nForce4 SLI
La versión SLI tiene todas las características de la versión Ultra, además de SLI (Scalable Link Interface). Esta interfaz permite conectar dos tarjetas de video para producir una sola salida. En teoría, esto puede duplicar la velocidad de fotogramas al dividir el trabajo entre las dos GPU.
En una placa base nForce4 SLI estándar (no x16), el sistema se puede configurar para proporcionar una ranura x16 para una tarjeta gráfica o dos ranuras x8 para la configuración SLI. Se debe modificar un banco de puentes para establecer estas opciones.

### nForce4 SLI Edición Intel
A diferencia de su hermano AMD Athlon 64, Intel Edition es un chipset más antiguo, ya que tiene un puente norte y un puente sur. Al igual que con los conjuntos de chips nForce2 más antiguos, Nvidia llama al puente norte el "Procesador de plataforma del sistema" (SPP) y al puente sur el "Procesador de medios y comunicaciones" (MCP). Este cambio en el diseño fue necesario porque, a diferencia del Athlon 64/Opteron, el Pentium 4 no tiene un controlador de memoria incorporado, lo que requiere que Nvidia incluya uno en el chipset como en el antiguo nForce2. Además de admitir procesadores Pentium 4 (con hasta 1066 MHz FSB) el chipset incluye soporte para DDR2 SDRAM. También como los conjuntos de chips más antiguos de Nvidia, el MCP y el SPP se comunican a través de un enlace de hipertransporte, en este caso solo a (tasa de transferencia de 1,6 GB/s). Aparte de estas diferencias, el nForce4 SLI Intel Edition comparte las mismas funciones que el nForce4 SLI normal.
Una rareza de la Intel Edition es el hecho de que, si bien funciona con el Pentium D 830 (3.0 GHz) y 840 (3,2 GHz), así como la Extreme Edition del 840, no funciona con el Pentium D 820 (2.8 GHz) porque el 820 tiene un consumo de corriente mucho menor que el 830 y el 840. Intentar iniciar una placa Intel Edition con un 820 hará que se apague para evitar dañar el procesador. Nvidia ha declarado que no consideran que el 820 sea un procesador para entusiastas (porque es más antiguo) y, como tal, no habilitarán el soporte para él. Sin embargo, el nForce4 SLI X16 lo admite.

### nForce4 SLI x16
El nForce4 SLI x16 tiene características similares al nForce4 SLI, excepto que ahora proporciona 16 carriles PCI-Express a ambas tarjetas gráficas en una configuración SLI (a diferencia de solo 8 carriles por tarjeta gráfica con el chipset SLI original). Esta es la única versión de nForce4 para procesadores AMD que tiene un puente norte y un puente sur separados. Comprende el MCP nForce4 existente para el puente sur y un nuevo procesador de plataforma de sistema (SPP) AMD nForce4. Los dos chips están conectados a través del enlace HyperTransport. Esta solución proporciona 38 carriles PCI-Express en total y se puede dividir en 7 ranuras. También está disponible para procesadores Intel, por lo que proporciona 40 carriles PCI-Express, que se pueden dividir en 9 ranuras.

## Puentes sur

### nForce400/405/410/430
Los nForce400/405/410/430 se refieren a los puentes sur basados en nForce4 que se utilizan junto con los puentes norte de la serie GeForce 6100/6150 para formar un chipset con gráficos integrados. La combinación es una continuación del popular chipset nForce2 IGP.

## Disponibilidad del conductor
Nvidia ofrece descargas de controladores de conjuntos de chips nForce4 para versiones de Windows basadas en NT desde 2000 hasta Vista incluido en la categoría de tipo de producto "Legacy" en su página de descarga. Sin embargo, no hay soporte oficial para Windows 7 o posterior, pero Windows 7 tiene un controlador integrado para el chipset nForce 6, que es muy similar.

## Defectos
El chipset nForce4 de Nvidia tiene varios problemas sin resolver.
El firewall de hardware ActiveArmor casi no funciona, con muchos errores sin resolver y problemas de inestabilidad potencialmente graves. La instalación de ActiveArmor puede causar BSOD para los usuarios de cierto software, especialmente las aplicaciones de intercambio de archivos punto a punto. Algunos programas, como μTorrent, llegan a tener mensajes de advertencia sobre el uso del firewall de Nvidia en combinación con su software. ActiveArmor también tiene una alta probabilidad de dañar las descargas de archivos. Nvidia no ha podido resolver estos problemas y apunta a errores de hardware dentro del chipset, problemas que no pueden solucionar.
También ha habido problemas de corrupción de datos asociados con ciertos discos duros SATA de 3 Gbit/s. Los problemas a menudo se pueden resolver con una actualización de firmware para el disco duro del fabricante.
El chipset nForce4 también ha sido culpado por problemas con las tarjetas PCI, en relación con la implementación del bus PCI de Nvidia. RME Audio, un fabricante de equipos de audio profesionales, ha declarado que la latencia del bus PCI no es confiable y que la interfaz PCI Express del chipset puede "acaparar" los recursos de transferencia de datos del sistema cuando se produce un uso intenso de la tarjeta de video. Esto tiene el efecto de causar chasquidos audibles y clics con tarjetas de sonido PCI. Los jugadores han notado este efecto, especialmente con las tarjetas de sonido Sound Blaster X-Fi y Sound Blaster Audigy 2 de Creative. Los problemas de compatibilidad entre estas tarjetas de sonido y las placas base nForce4 continúan, incluidos informes de daños graves e irreversibles en componentes cruciales de la placa base. También se descubrió que las actualizaciones de controladores no tuvieron éxito. Los problemas de latencia son más evidentes con las tarjetas de sonido que con otras tarjetas complementarias debido a los comentarios directos del usuario que demuestran los problemas de audio.